# Carl von Linde
Pour les articles homonymes, voir Linde.
Carl Paul Gottfried von Linde (né le 11 juin 1842 à Berndorf (royaume de Bavière), aujourd'hui Thurnau et mort le 16 novembre 1934 à Munich) est un ingénieur allemand.
Il inventa le réfrigérateur moderne et développa, indépendamment de Georges Claude, les bases de la technologie moderne de liquéfaction des gaz par cryogénie. En 1895, il réussit la liquéfaction de l'air. Linde était membre d'associations scientifiques.

## Biographie

### Parcours universitaire
Né à Berndorf en Bavière, fils d'un pasteur luthérien, Carl von Linde aurait dû suivre les traces de son père, mais a pris une direction totalement différente. En 1861, il suit une formation d'ingénieur à l'École polytechnique fédérale de Zurich, en Suisse, où ses professeurs sont Rudolf Clausius, Gustav Zeuner et Franz Reuleaux.
Au début de l'année 1864, Linde est diplômé avec succès de l'université et Reuleaux lui trouve un poste d'apprenti à la filature de coton de Kottern à Kempten. Carl von Linde n'y reste que peu de temps et rejoint d'abord les ateliers de locomotives  Borsig, à Berlin, puis la nouvelle usine de locomotives Krauss à Munich, où il est employé comme directeur technique. Carl Von Linde s'est marié avec Helene Grimm en septembre 1866 ; leur mariage a duré pendant 53 ans et ils ont eu six enfants.
En 1868, Carl von Linde a entendu parler de l'ouverture d'une nouvelle université à Munich, la Technische Hochschule, et a immédiatement postulé pour un emploi en tant que conférencier, où il a été accepté à seulement 26 ans. Il est devenu professeur de génie mécanique en 1872, et a mis en place un laboratoire d'ingénierie où les étudiants, tels que Rudolf Diesel, étudient l'ingénierie.

### La liquéfaction industrielle des gaz atmosphériques
Entre 1870 et 1871 Linde publie des articles dans le journal « die Bayerns Industrie und Handel Zeitung » décrivant les résultats de ses recherches dans le domaine de la réfrigération. Il conçoit en 1871 une machine frigorifique fonctionnant au diméthyléther.
En 1876, il invente le réfrigérateur au sens moderne, avec pour réfrigérant l'ammoniac. Les premières fabriques de réfrigération de Carl von Linde ont été commercialisés avec succès, et ce développement a commencé à lui prendre de plus en plus de son temps. En 1879, il a renoncé à son poste de professeur et a fondé la « Gesellschaft für Eismaschinen Linde Aktiengesellschaft », désormais appelée Linde AG, à Wiesbaden en Allemagne.  Après un départ lent dans une économie allemande difficile, les affaires reprennent rapidement dans les années 1880. L'efficacité de nouvelles technologies de réfrigération offrent de grands avantages aux brasseries et en 1890, Linde a vendu 747 machines. En plus des brasseries, d'autres machines ont été utilisées dans les abattoirs et les installations de stockage de froid dans toute l'Europe. 

Schéma de principe du procédé Linde

En 1890, Linde revient à Munich, où il est de nouveau professeur, mais il est bientôt de retour au travail et développe de nouvelle technique de réfrigération. En 1892, la Brasserie Guinness à Dublin lui a demandé une usine de liquéfaction de dioxyde de carbone, ce qui oriente ses recherches vers la réfrigération à basse température et, en 1894, il a commencé à travailler sur un processus pour la liquéfaction de l'air. 
Au mois de mai 1895, Linde reprend l'expérience historique de Joule et Thomson (1852) en l'appliquant cette fois à de l'air, qu'il tente de refroidir par un cycle combinant deux étages : un compresseur porte d'abord la pression de l'air de 20 bar à 60 bar, et l'échauffement du gaz (quelques dizaines de degrés) est absorbé par un échangeur traversé par un courant d'eau à 13 °C ; puis l'air subit une détente à travers une tuyère comportant un filtre poreux (détente de Joule-Thomson), ce qui abaisse encore sa température ; enfin l'air refroidi est réinjecté dans le compresseur pour fermer le cycle. Une fois le cycle lancé, l'air refroidi sert à absorber encore un peu de la chaleur de l'air sortant de l'échangeur avant envoi vers la tuyère. En quelques heures, Linde a obtenu ainsi près de trois litres d'air liquide,.
En septembre 1895, Carl von Linde obtient un brevet pour ce procédé Linde, mais il a été devancé de quelques mois par un avocat anglais, Hampson, de sorte que son invention ne sera approuvée aux États-Unis qu'en 1903. En 1901, s'appuyant sur la différence de température d'ébullition entre les deux principaux constituants de l'air, Linde applique la distillation fractionnée à l'air liquéfié pour séparer l'oxygène et l'azote. En 1910, avec ses collaborateurs et son fils Friedrich, il met au point la « double-colonne », dont les variantes sont encore d'usage courant aujourd'hui.
Dans les premiers jours de la production d'oxygène, son plus grand usage a été de loin le chalumeau oxyacétylénique, inventé en France en 1904, qui a révolutionné la coupe de métaux et le soudage dans la construction des navires, des gratte-ciels, et les structures en fer ou en acier. 
En plus de ses compétences techniques et d'ingénierie, Carl von Linde a été un entrepreneur prospère. Il a formé de nombreux partenariats fructueux en Allemagne et à l'étranger, et a exploité efficacement ses brevets en accordant des licences. En 1906, Carl von Linde a négocié une participation dans la Brin's Oxygen Company (plus tard, le groupe BOC) en échange de droits de brevets de Linde au Royaume-Uni et dans d'autres pays, et a eu une place au conseil d'administration jusqu'en 1914.
Linde a également fondé la Linde Air Products Company aux États-Unis en 1907, une entreprise qui a été incorporée à Union Carbide sous le contrôle du gouvernement américain dans les années 1940 et qui porte aujourd'hui le nom de Praxair.

### Succession
Linde vers 1910 commence à transférer ses responsabilités dans la gestion de l'entreprise à ses fils Richard et de Friedrich et à son beau-fils Rudolf Wucherer. Il continue à participer au conseil de surveillance et à donner des conseils jusqu'à sa mort.
Carl von Linde meurt à Munich en novembre 1934 à l'âge de 92 ans.

## Inventions clés
Le premier système de réfrigération de Linde utilise de l’éther méthylique comme réfrigérant, et fut construit par la Maschinenfabrik Augsburg (maintenant MAN AG) pour la brasserie Spaten en 1873.
Il a rapidement évolué vers un procédé plus fiable basé sur les cycles de l'ammoniac. Ce sont les premiers exemples de machines de réfrigération utilisant la compression de vapeur. L'ammoniac est encore largement utilisé comme réfrigérant dans les applications industrielles.
L'appareil de Linde de liquéfaction de l'air combine l'effet de refroidissement obtenu en décompressant un gaz comprimé (l'effet Joule-Thomson observé pour la première fois par James Prescott Joule et Lord Kelvin) avec une technique de contre-courant d'échange de chaleur qui utilise l'air froid produit par expansion pour refroidir l'air ambiant entrant dans l'appareil. Au cours d'une période de temps cet effet refroidit progressivement l'appareil et l'air à l'intérieur au point de liquéfaction.
Après les équipements de liquéfaction de l'air, Linde a développé des équipements permettant de séparer l'air en ses différents constituants par distillation.
Les inventions et développements de Linde couvrent de nombreux domaines, dont la cryogénie, la physique, la chimie et l'ingénierie.